# Посетиоци 2
Посетиоци 2 - У ходницима времена (фр. Les Couloirs du temps : Les Visiteurs 2) је француска научно-фантастична комедија из 1998. године у режији Жан Мари Поареа.

## Радња
Годфроа од Монмираја спрема славље поводом свог венчања са Френегондом од Пуја, све док војвода, њен отац не обустави све припреме за церемонију. Украден је накит и чипка свете Роланде, реликвија коју чува фамилија Пуј и која женама обезбеђује плодност. Накит и чипка су са Мудићем и Жинетом у садашњости. Ходници времена су остали отворени, а то најављује зле силе које ће наступити. Једино решење је да се Годфроа врати у садашњост и пронађе украдени накит, уколико жели да обезбеди потомство.

## Улоге
| Глумац            | Улога                                                                    |
| ----------------- | ------------------------------------------------------------------------ |
| Жан Рено          | Годфроа од Монмираја                                                     |
| Кристијан Клавје  | Смрда Мудић / Жак-Анри Мудрић / Проспер Ђубретар / јавни тужилац Мудичић |
| Муријел Робен     | Френегонда од Пуја / грофица Беатриса од Монмираја                       |
| Патрик Биржел     | војвода Фулберт од Пуја, Френегондин отац                                |
| Кристијан Бижо    | Жан-Пјер Гулар, Беатрисин муж                                            |
| Мари-Ан Шазел     | Жинета Саркле                                                            |
| Пјер Виал         | чаробњак Евзебије / Фердинанд Евзебије                                   |
| Филип Морие-Жану  | инквизитор Понтије                                                       |
| Ерик Аверлан      | брат Раул                                                                |
| Кристијан Переира | капетан Бетарде                                                          |
| Жан-Пол Миел      | наредник Ложи Жибон                                                      |
| Клер Надо         | Кора од Монмираја                                                        |
| Марија Гијар      | Филипина од Монмираја                                                    |
| Филип Бежлиа      | војвода од Луињија                                                       |
| Мишел Гарсија     | госпођа Франжен                                                          |
| Олга Секулић      | Хилда                                                                    |

## Локације
Комплетан филм је снимљен у Француској, на више локација:
- Замак Бенак, у насељу Бенак, у департману Дордоња.
- Замак Пјерфон, у насељу Пјерфон, у департману Оаза.
- Насеље Епине, у департману Ер.